# Distrikt Cieneguilla
Der Distrikt Cieneguilla ist einer der 43 Stadtbezirke der Region Lima Metropolitana in Peru. Er besitzt eine Fläche von 240,33 km². Beim Zensus 2017 wurden 34.684 Einwohner gezählt. Im Jahr 1993 lag die Einwohnerzahl bei 8993, im Jahr 2007 bei 26.725. Verwaltungssitz ist Cieneguilla.

## Geographische Lage
Der Distrikt Cieneguilla liegt im Osten der Provinz Lima. Er liegt am unteren Mittellauf des Flusses Río Lurín, 28 km östlich vom Stadtzentrum von Lima, und reicht bis zu 17,5 km an die Pazifikküste heran. Beiderseits des Flusstals erheben sich die Berge der peruanischen Westkordillere. Im Flusstal des Río Lurín wird bewässerte Landwirtschaft betrieben.
Der Distrikt Cieneguilla grenzt im Norden an die Distrikte Ate und Chaclacayo, im Osten an den Distrikt Antioquía (Provinz Huarochirí) sowie im Süden und Westen an den Distrikt Pachacámac.